# Malamir (khan)
Pour les articles homonymes, voir Malamir.
Malamir ((bg) Маламир), aussi Malomir ou Baldimir (?  – 836) est khanas (knyaz) des Bulgares de 831 à 836.

## Biographie
Malamir est le fils de Omourtag, et le petit-fils de Krum. Son nom est parfois considéré comme d'origine slave, spéculant sur le fait que sa mère serait slave. Malamir devient prince de Bulgarie en 831 à la mort de son père Omourtag, son frère aîné Enravota (en) (ou Voin) ayant perdu ses droits de succession en devenant chrétien. D'ailleurs vers 833, Malamir fait exécuter ce dernier, au motif qu'il refuse d'abjurer sa foi chrétienne.
Il est possible que Malamir étant jeune et inexpérimenté lors de son accession au pouvoir, les affaires de l'état soient gérées dans un premier temps par son ministre (kaukhanos) ("ko-kanas") Isbul. En 836, date de l'expiration du traité de paix de 20 ans avec l'Empire byzantin, l'empereur byzantin Théophile ravage les régions à l'intérieur de la frontière bulgare. Les Bulgares en représailles, sous la conduite d'Isbul, atteignent Adrinople. Ils annexent aussi Philippopolis (Plovdiv) et ses environs. Plusieurs inscriptions monumentales dans la région de Pliska, font état de ces victoires bulgares, pour les unes, et des activités de construction sous le règne de Malamir, pour les autres. Malamir meurt en 836, prétendument comme rétribution pour l'exécution de son frère aîné. Son neveu Pressian Ier lui succède.